# ذوالکلاع بن ناکور
ذو الکَلاع سَمَیفَع بن ناکور  از پادشاهان حِمْیَری بود.
او از مشاهیر مسلمانان و شجاع، بلندقامت و در زیبایی بی‌مانند توصیف شده‌است. وقتی که به مکه وارد می‌شد نقابی به صورت می‌انداخت تا زیبایی او موجب فتنه مردم نگردد. او از شاهزادگان یمن بود که مسلمان شد و در عصر عمر بن خطاب به مدینه هجرت کرد. در برخی منابع او را حوشب و بنابر نقلی اسم ذوالکلاع اسمیفع مکنی به ابوشراجیل پسر عم کعب الاحبار معروف است که با ذوعمرو در ناحیه‌ای از کشور یمن بر مردم حکومت و سلطنت داشتند.

## اسلام آوردن ذوالکلاع
در سال دهم هجری و اواخر عمر محمد بن عبدالله، نامه‌ای از جانب او به ذوالکلاع و ذوعمرو حمیری به وسیله مهاجر بن ابی‌امیه برادر مادری ام‌سلمه زوجه محمد بن عبدالله یا به وسیله جریر بن عبدالله فرستاده شد و ایشان را به سوی دین اسلام خواند.
جریر نامه را برداشت و نزد ذوالکلاع و ذوعمرو رفت. ذوالکلاع از سفیر محمد بن عبدالله و نامه‌اش تقدیر و تکریم نمود، برای شکرانه این دعوت چندین غلام و کنیز آزاد کرد و مسلمان شد؛ سفیر محمد بن عبدالله را نزد زوجه خود که دختر ابرهه بن صباح بود فرستاد که او را نیز به دین اسلام دعوت کند. جریر به زوجه ذوالکلاع وارد شد و پیام محمد بن عبدالله را ابلاغ کرد. زوجهٔ ذوالکلاع هم دین اسلام را قبول نمود و [ صفحه ۳۵۰] ذوعمرو که او نیز از ملوک حمیر بود به دین اسلام داخل شد و به اتفاق ذوالکلاع حمیری و جریر سفیر محمد بن عبدالله عزم مدینه شدند.

## مرگ
ذوالکلاع در نبرد صفین در زمرهٔ سپاهیان معاویة بن ابی‌سفیان بود و در سال ۳۷ هجری در همان نبرد کشته شد.